# Łokomotyw Konotop
Łokomotyw Konotop (ukr. ФК «Локомотив» Конотоп) – ukraiński klub piłkarski, mający siedzibę w mieście Konotop, w obwodzie sumskim, w północno-wschodniej części kraju, grający w 1938 w rozgrywkach Pucharu ZSRR.

## Historia
Chronologia nazw:
- 1938: Łokomotyw Konotop (ukr. ФК «Локомотив» Конотоп)
- 1994: klub rozwiązano
- 2015: Łokomotyw Konotop (ukr. ФК «Локомотив» Конотоп)
- 2018: Krystał-Łoko Konotop (ukr. ФК «Кристал-Локо» Конотоп)

Klub piłkarski FK Łokomotyw został założony w Konotopie w 1938 roku. W 1938 zespół debiutował w rozgrywkach Pucharu ZSRR. Potem występował w rozgrywkach mistrzostw i Pucharu obwodu sumskiego. W 1948 i 1949 startował w mistrzostwach Ukraińskiej SRR wśród zespołów kultury fizycznej.
Od początku rozgrywek w niezależnej Ukrainie klub w sezonie 1992/93 startował w rozgrywkach Mistrzostw Ukrainy wśród amatorów. Zespół zajął 7 miejsce w 3 grupie. Drużyna zajęła również trzecie miejsce w mistrzostwach obwodu. W następnym sezonie 1993/94 powtórzył swoje osiągnięcie. Ale potem zrezygnował z dalszych występów w Amatorskiej Lidze i został rozwiązany.
Dopiero w 2015 klub został reaktywowany. Z nazwą FK Łokomotyw ponownie startował w mistrzostwach obwodu, wygrywając turniej w Pierwszej lidze. W 2017 zespół występował w Wyższej lidze obwodu, a w 2018 jako Krystał-Łoko w Pierwszej lidze.

## Barwy klubowe, strój, herb, hymn
|  |  |  |

Klub ma barwy czerwono-biało-zielone. Piłkarze domowe spotkania zazwyczaj grają w białych koszulkach, granatowych spodenkach oraz granatowych getrach.

## Sukcesy

### Trofea międzynarodowe
Do chwili obecnej klub jeszcze nigdy nie zakwalifikował się do rozgrywek europejskich.

### Trofea krajowe
ZSRR
| \| \| Zdobyte trofea w rozgrywkach Związku Radzieckiego (stan na: 31-12-1992) \| |                                                                         |      |          |
| Rozgrywki                                                                        | Osiągnięcie                                                             | Razy | Sezon(y) |
| Mistrzostwo                                                                      | I miejsce                                                               | 0    |          |
| Mistrzostwo                                                                      | II miejsce                                                              | 0    |          |
| Mistrzostwo                                                                      | III miejsce                                                             | 0    |          |
| Puchar                                                                           | zdobywca                                                                | 0    |          |
| Puchar                                                                           | finalista                                                               | 0    |          |
| Puchar                                                                           | 1/128 finału                                                            | 1    | 1938     |
| II liga                                                                          | I miejsce                                                               | 0    |          |
| II liga                                                                          | II miejsce                                                              | 0    |          |
| II liga                                                                          | III miejsce                                                             | 0    |          |
|                                                                                  | Zdobyte trofea w rozgrywkach Związku Radzieckiego (stan na: 31-12-1992) |      |          |

Ukraina
| \| \| Zdobyte trofea w rozgrywkach Ukrainy (stan na: 31-05-2021) \| |                                                            |      |          |
| Rozgrywki                                                           | Osiągnięcie                                                | Razy | Sezon(y) |
| · Mistrzostwo                                                       | I miejsce                                                  | 0    |          |
| · Mistrzostwo                                                       | II miejsce                                                 | 0    |          |
| · Mistrzostwo                                                       | III miejsce                                                | 0    |          |
| Puchar                                                              | zdobywca                                                   | 0    |          |
| Puchar                                                              | finalista                                                  | 0    |          |
| Puchar                                                              | 1/128 finału                                               | 1    | 1994/95  |
| II liga                                                             | I miejsce                                                  | 0    |          |
| II liga                                                             | II miejsce                                                 | 0    |          |
| II liga                                                             | III miejsce                                                | 0    |          |
| Ukraina                                                             | Zdobyte trofea w rozgrywkach Ukrainy (stan na: 31-05-2021) |      |          |

- Mistrzostwa obwodu sumskiego:
  - 3. miejsce (+1x): 1992/93

- Puchar obwodu sumskiego:
  - zdobywca (1x): 1993

## Poszczególne sezony

### Rozgrywki międzynarodowe

#### Europejskie puchary
Nie uczestniczył w rozgrywkach europejskich.

### Rozgrywki krajowe
ZSRR
| \| \| Bilans występów klubu w rozgrywkach piłkarskich Związku Radzieckiego (Stan na 22 lipca 2021 r.) \| |                                                                                                 |        |       |   |   |   |    |    |     |      |        |        |       |
| Poziom                                                                                                   | Rozgrywki                                                                                       | Sezony | Mecze | Z | R | P | B+ | B– | Pkt | Lata | Awanse | Spadki | Naj.  |
| I | Wysszaja liga                                                                                   | 0      |       |   |   |   |    |    |     |      | 0      | 0      |       |
| II | Pierwaja liga                                                                                   | 0      |       |   |   |   |    |    |     |      | 0      | 0      |       |
| III | Wtoraja liga                                                                                    | 0      |       |   |   |   |    |    |     |      | 0      | 0      |       |
| IV | Wtoraja nizszaja liga                                                                           | 0      |       |   |   |   |    |    |     |      | 0      | 0      |       |
| | Puchar ZSRR                                                                                     | 1      |       |   |   |   |    |    |     | 1938 | 0      | 0      | 1/128 |
| | Bilans występów klubu w rozgrywkach piłkarskich Związku Radzieckiego (Stan na 22 lipca 2021 r.) |        |       |   |   |   |    |    |     |      |        |        |       |

Ukraina
| \| Ukraina \| Bilans występów klubu w rozgrywkach piłkarskich Ukrainy (Stan na 22 lipca 2021 r.) \| \| |                                                                                    |        |       |   |   |   |    |    |     |                      |        |        |       |
| Poziom                                                                                                 | Rozgrywki                                                                          | Sezony | Mecze | Z | R | P | B+ | B– | Pkt | Lata                 | Awanse | Spadki | Naj.  |
| I | Premier-liha                                                                       | 0      |       |   |   |   |    |    |     |                      | 0      | 0      |       |
| II | Persza liha                                                                        | 0      |       |   |   |   |    |    |     |                      | 0      | 0      |       |
| III | Druha liha                                                                         | 0      |       |   |   |   |    |    |     |                      | 0      | 1      | 7     |
| IV | Amatorska liha                                                                     | 4      |       |   |   |   |    |    |     | 1948–1949, 1992–1994 | 0      | 0      | 7     |
| | Puchar Ukrainy                                                                     | 1      |       |   |   |   |    |    |     | 1994/95              | 0      | 0      | 1/128 |
| Ukraina                                                                                                | Bilans występów klubu w rozgrywkach piłkarskich Ukrainy (Stan na 22 lipca 2021 r.) |        |       |   |   |   |    |    |     |                      |        |        |       |

## Struktura klubu

### Stadion
Klub piłkarski rozgrywa swoje mecze domowe na stadionie Łokomotyw w Konotopie, który może pomieścić 1 000 widzów.

## Kibice i rywalizacja z innymi klubami

### Derby
- Szachtar Konotop
- FK Sumy
- Wiktorija Mykołajiwka